# Johan Boskamp
Johannes "Johan/Jan" Boskamp (Roterdã, 21 de outubro de 1948) é um ex-futebolista neerlandês, que atuava como meia. Atualmente é comentarista da TV de seu país.

## Carreira
Johan Boskamp fez parte do elenco da Seleção Neerlandesa de Futebol que disputou a Copa do Mundo de 1978.

## Títulos
- Países Baixos
  - Vice-Copa do Mundo de 1978

## Ligações Externas
- Perfil em FIFA.com (em inglês)